# Anna Anderson
Anna Anderson (16 tháng 12 năm 1896 – 12 tháng 2 năm 1984) là một trong những kẻ lừa đảo nổi tiếng trong lịch sử. Anna tuyên bố rằng mình là Nữ Đại Công tước Anastasiya Nikolayevna của Nga. Nữ Đại Công tước Anastasia là con gái út của vị nga hoàng cuối cùng Nikolai II của Nga và Alix của Hessen và Rhein, đã bị sát hại vào 17 tháng 7 năm 1918 cùng với cha mẹ và các anh chị em ruột bởi những người Bolshevik ở Ekaterinburg, Nga.
Anna là bệnh nhân quen thuộc của bệnh viện tâm thần kể từ năm 1920, sau một lần tự sát bất thành ở Berlin. Ban đầu cô ta không chịu tiết lộ về bản thân và lấy tên là Fräulein Unbekannt (người đàn bà vô danh - tiếng Đức). Tháng 3 năm 1922, Anna khẳng định mình là Nữ Đại công tước Anastasia. Điều này gây ra một sự chú ý mạnh mẽ trong dư luận. Mặc dù các thành viên hoàng gia, và cả gia sư triều đình Pierre Gilliard (người trực tiếp kèm cặp Anastasia) khẳng định Anna là kẻ mạo danh, thế nhưng những người khác đều cho rằng Anna nói thật. Khoa học khi đó chưa phát triển, phương pháp nhận biết chưa cao, đặc biệt là phương pháp DNA chưa ra đời cho nên rất khó để xác minh chân tướng của Anna. Năm 1927, sau nỗ lực của một cuộc điều tra về Anna do Công tước Ernest Louis, Grand Duke của Hesse dẫn đầu, đã xác định được Anna chính là Franziska Schanzkowska, một công nhân nhà máy có vấn đề tâm thần. Sau đó toà án Hoàng gia Đức đã xét xử và phán quyết Anna đã không chứng minh cô là Anastasia, nhưng thông qua ảnh hưởng của phương tiện truyền thông, yêu cầu của cô đã đạt được tai tiếng.
Sau này, khi công nghệ DNA đã phát triển, các nhà khoa học lại lần nữa kiểm tra và họ phát hiện ra rằng DNA của Anna không trùng khớp với DNA của hoàng gia.